# FIA-Interkontinental Drift Cup
Der FIA Interkontinental Drift Cup (FIA Intercontinental Drifting Cup) ist eine Drift-Meisterschaft der FIA.

## Geschichte
Seit 2015 gilt der Driftsport bei der FIA und den nationalen Verbänden wie dem DMSB als anerkannte offizielle Motorsportart. Nach dieser Ankündigung gründete die FIA eine Arbeitsgruppe, um ein standardisiertes Regelwerk zu erstellen. Vom 30. September bis 1. Oktober 2017 fand, in Odaiba, Tokio  der erste Interkontinentale Drift Cup statt. Die Promotion übernahm der Veranstalter Sunpros, der bereits die in Japan populäre Dift-Meisterschaft D1 Grand Prix veranstaltet. 

## Wettkampfformat & Bewertung
Bis zu 32 Fahrer können am Interkontinental Drift Cup teilnehmen, es gibt zwei Läufe, der Gewinner wird aus dem Zusammenzählen der Punkten beider Läufe ermittelt. Die Qualifikation erfolgt als Solo Drift, die Fahrer werden von den Punktrichtern bewertet und die besten 16 kommen in das sogenannte „Championship Tournament Battle“  In diesem wird die Strecke von den Fahrern zweimal befahren, wobei jeder Fahrer einmal das Führungsfahrzeug ist und überholt werden darf. Es werden für jedes Duell Punkte vergeben, der Fahrer mit den meisten Punkten kommt eine Runde weiter. So wird dann im K.-o.-System ein Sieger des Laufs ermittelt.
Punkte für die Bewertung eines Drifts werden von Punktrichtern vergeben. In die Wertung fließen folgende Kriterien ein: Die erreichte Geschwindigkeit, Driftwinkel, Linienwahl und der Stil.

## Sieger
| Jahr | Fahrer           | Team                          |
| ---- | ---------------- | ----------------------------- |
| 2017 | Masato Kawabata  | Toyo Tires Glion Trust Racing |
| 2018 | Georgy Chivchyan | Russian Drift Series Team     |
| 2019 | Georgy Chivchyan | Russian Drift Series Team     |
| 2021 | James Deane      | AIMOL Racing                  |